# Temperamentní body
Temperamentní body (též Ašské temperamentní body, něm. Temperamentspunkten) byla listina vydaná v roce 10. března 1775 Marií Terezií.
Marie Terezie tímto dokumentem ukončila autonomní vývoj Ašska, a definitivně začlenila toto území k Čechám a Habsburské monarchii. Dosavadní svoboda náboženského vyznání zůstala v platnosti (proto se později na Ašsko nevztahoval Toleranční patent, jež garantoval evangelíkům menší rozsah práv), stejně tak jako osvobození Ašska a Zedtwitzů od daní, které městu i ašské šlechtě zaručovala salva guardia. Zedtwitzům také zůstala vlastní soudní moc nad ašským regionem.